# Flavia Tartaglini
Flavia Tartaglini (Roma, 2 febbraio 1985) è un'ex velista italiana.
Nel 2016 partecipò ai Giochi olimpici di Rio de Janeiro nel windsurf RS:X femminile, piazzandosi in sesta posizione.
Dopo avere dominato le serie di qualifica, Tartaglini entrò in finale quale oro virtuale, ma serie di errori tattici non provocati la portarono a terminare la gara in ottava posizione, sesta generale, fuori dal podio per due punti.
A febbraio 2020 annunciò il suo ritiro dalle competizioni poco dopo il suo trentacinquesimo compleanno.

## Palmarès
- Mondiali
Palermo 2005: bronzo classe Mistral
- Europei
Marsiglia 2017: bronzo nell'RS:X.
- Giochi del Mediterraneo
Tarragona 2018: bronzo nell'RS:X.